# Halecium laeve
Halecium laeve is een hydroïdpoliep uit de familie Haleciidae. De poliep komt uit het geslacht Halecium. Halecium laeve werd in 1932 voor het eerst wetenschappelijk beschreven door Kramp. 